# Theodor Kniebeler
Theodor Kniebeler (* 28. August 1909 in Eschweiler; † 2. April 1944 in Sudauen) war ein deutscher römisch-katholischer Geistlicher und Märtyrer.

## Leben
Theodor Kniebeler wuchs als Sohn eines Klärmeisters auf. Er war der jüngere Bruder des Spiritaners Cornelius Kniebeler (1904–1989). Ab 1930 studierte er Katholische Theologie in Bonn und Freiburg, bezog das Aachener Priesterseminar und wurde am 26. Juli 1936 in Aachen zum Priester geweiht. Die Stationen seines Wirkens waren: Dedenborn, Mönchengladbach-Hardterbroich (1936) und Vorst (1938).
Ab Mai 1941 war Kaplan Kniebeler Soldat, zuerst in Frankreich, dann in Russland. Am 19. April 1942 sagte er beim Heimaturlaub in einer Predigt: „Kämpfen wir etwa dafür, dass man in der Heimat die Kirche ungestört verfolgen kann und die Religion bekämpft?“ Dafür wurde er am 20. Januar 1943 vom Reichskriegsgericht wegen Wehrkraftzersetzung und Kanzelmissbrauch zu neun Monaten Gefängnis verurteilt, die er in Berlin-Moabit nur teilweise absaß, weil er zur Frontbewährung freigelassen wurde. Als Sanitäter wurde er am 13. März 1944 an der russischen Front verwundet und starb an den Folgen am 2. April 1944 im Alter von 34 Jahren. Er wurde in Sudauen in Nordostpolen bestattet.

## Gedenken
Die Römisch-katholische Kirche in Deutschland hat Theodor Kniebeler als Märtyrer aus der Zeit des Nationalsozialismus in das deutsche Martyrologium des 20. Jahrhunderts aufgenommen. In Tönisvorst trägt eine Straße seinen Namen und erinnert auf dem Friedhof von Vorst eine Gedenktafel an ihn. In Vorst wurde 2015 vor der Kirche seiner letzten Predigt (St. Godehard, Markt 7) ein Stolperstein für ihn verlegt.